# Chennebrun
Chennebrun település Franciaországban, Eure megyében. Lakosainak száma 100 fő (2022. január 1.). Chennebrun Armentières-sur-Avre és Beaulieu községekkel határos.

## Népesség
A település népességének változása:
| Lakosok száma | 209  | 124  | 142  | 123  | 123  | 112  | 109  | 107  | 105  | 100  |
|               | 1968 | 1982 | 1990 | 2006 | 2013 | 2015 | 2017 | 2019 | 2020 | 2022 |